# ブギーポップは笑わない (アニメ)
『ブギーポップは笑わない』は、上遠野浩平による同名のライトノベルを原作とした日本のアニメ作品。
本作では区別をつけるために2000年放送のアニメを「2000年版」、2019年放送のアニメを「2019年版」と便宜的に表記している。

## 2000年版
2000年1月から3月まで『ブギーポップは笑わない Boogiepop Phantom』のタイトルで放送された。

### 登場人物
- 宮下藤花 / ブギーポップ - 清水香里[1]
- 霧間凪 - 浅川悠[2]
- 百合原美奈子 / ブギーポップ・ファントム - 浅野まゆみ[1]
- 早乙女正美 / マンティコア・ファントム - 福山潤[1]
- 如月真名花 - 小林沙苗[1]
- 殿村望都 - 能登麻美子[1]
- 来生真希子 - 伊藤美紀[2]
- 末真和子 - 長沢響
- エコーズ - 松野太紀
- 木下京子 - 田村ゆかり
- スプーキーE - 中田譲治
- 安能慎二郎 - 鈴木千尋
- 黒田慎平 / 岸田一朗 - 近田和生[2]
- プームプーム - 栩原楽人
- 森田巡査 / スネークアイ - 江川央生
- 鈴木康子 - 渡邉由紀
- 城之内久志 - 程島鎮磨[2]
- 有藤美鈴 - 那須めぐみ
- 遠山恵 - 日笠山亜美
- 菅沼洋次 - 野島裕史
- 若狭静枝 - 小谷伸子
- 若狭幸子 - 宮寺智子
- 及川鎮 - 吉野裕行
- 及川小夜子 - 小林けい
- 吉沢早紀 - 折笠富美子
- 田畑良樹 - 一石芳史
- 小島茜 - 安田美和
- 山本巡査 - 小林壮太郎
- 如月真弓 - 大坂史子

### スタッフ
- 原作 - 上遠野浩平[3]
- 監督 - 渡部高志
- 助監督 - 安田賢司
- シリーズ構成 - 村井さだゆき[3]
- キャラクター原案 - 緒方剛志[3]
- キャラクターデザイン - 須賀重行[3]
- 美術監修 - 加藤浩[3]
- 美術監督 - 平間由香[3]、保木いずみ[3]
- 美術設定 - 平沢晃弘
- 色彩設定 - 鈴城るみ子
- 撮影監督 - 安津畑隆[3]
- 編集 - 瀬山武司
- 音響監督 - 鶴岡陽太[3]
- 音楽 - The Art of Club Music For B.P.
- プロデューサー - 丸山正雄、植田泰生、古瀬和也
- アニメーション制作協力 - トライアングルスタッフ[3]
- アニメーション制作 - マッドハウス[3]
- 製作 - プロジェクト・ブギーポップ

### 制作
原作の『ブギーポップは笑わない』および『夜明けのブギーポップ』の後日談を描いたオリジナルストーリー。同年公開の映画版とリンクするメディアミックス企画であり、原作の場面や台詞も登場するがその一部は映画版のそれに基づいている。また、オリジナルキャラクターとして、実体を持たないもう一人のブギーポップ（ブギーポップ・ファントム）が登場する。テレビアニメ版が外伝的なオリジナルストーリーとなった理由として、シリーズ構成の村井さだゆきは、原作がシリーズもののテレビアニメに向かない構成であることを挙げている。
原作と同様に各話の語り手が異なり、全ての話を見ることで事件の全体像が浮かび上がってくる構成となっているが、小説本編を読んでいないと内容をほとんど理解できない（『笑わない』の部分は映画版によって補われるはずだったが、公開が遅れたために構想が狂った）。また、ほぼ全編を通して明度が抑えられた暗い色調の画面が続き、物語の通奏低音である登場人物の不安や憂鬱と相まって、サイコホラーを思わせる演出効果をもたらしている。後の製作者サイドのコメントによると、色調に関しては特に演出意図はなく、想定していた以上の暗さに製作者も意表を突かれたという。

### 主題歌
「夕立ち」
スガシカオによるオープニングテーマ。作詞・作曲・編曲はスガ自身による。実写映画版である『ブギーポップは笑わない Boogiepop and Others』の主題歌にも採用された。
「未来世紀㊙クラブ」
杏子によるエンディングテーマ。作詞は杏子、作曲は杏子と馬場一嘉、編曲は未来世紀PROJECTによる。

### 評価
編集者・ゲームライターの石井ぜんじは2000年版について、原作小説が独特の作風となっていることから他のメディアへのアレンジが難しく、結果的にアニメ化は成功しなかったと評している。

### 各話リスト
| 話数 | サブタイトル                                    | 脚本         | 絵コンテ                | 演出       | 作画監督                              |
| ---- | ----------------------------------------------- | ------------ | ----------------------- | ---------- | ------------------------------------- |
| 1    | Portraits from Memory 記憶の肖像                | 村井さだゆき | 渡部高志 安田賢司       | 安田賢司   | 須賀重行                              |
| 2    | Light in Darkness 闇の灯火                      | 村井さだゆき | 安田賢司                | 米田光宏   | 田中穣                                |
| 3    | Life Can Be So Nice 世界を受け入れし者          | 水上清資     | 村田雅彦                | 村田雅彦   | 関口雅浩                              |
| 4    | MY FAIR LADY けがれなき少女への愛               | 野尻靖之     | 松浦錠平                | 松浦錠平   | 福世孝明 三宅雄一郎                   |
| 5    | Interlude 間奏                                  | 村井さだゆき | 安田賢司                | 安田賢司   | 三浦和也                              |
| 6    | Mother's Day 汝、母を愛せよ                     | 野尻靖之     | 渡部高志 えんどうてつや | 熨斗谷充孝 | 浅野ヒロ                              |
| 7    | Until Ure In My Arms Again 世にかなわぬ願いなく | 水上清資     | 仁賀緑朗                | 山田次郎   | 関口雅浩                              |
| 8    | She's So Unusual 彼女の生き方                   | 村井さだゆき | 川瀬敏文                | 山本恵     | 秦野好紹 梅原隆弘                     |
| 9    | You'll never be young twice 過ぎ去りし我が時    | 野尻靖之     | 安田賢司                | 安田賢司   | 松本文男                              |
| 10   | Poom Poom プームプーム                          | 水上清資     | 佐藤雄三                | 佐藤雄三   | 金紀杜                                |
| 11   | Under The Gravity's Rainbow 虹                  | 村井さだゆき | 仁賀緑朗                | 矢吹勉     | 米田光宏、三浦和也 伊藤良明、松本文男 |
| 12   | A Requiem 眠りによって全てが終わる              | 村井さだゆき | 渡部高志                | 安田賢司   | 須賀重行                              |

### 放送局
| 放送対象地域   | 放送局         | 系列           | 放送期間                | 放送日時                     |
| -------------- | -------------- | -------------- | ----------------------- | ---------------------------- |
| 関東広域圏     | テレビ東京     | テレビ東京系列 | 2000年1月6日 - 3月23日  | 木曜 1:45 - 2:15（水曜深夜） |
| 北海道         | テレビ北海道   | テレビ東京系列 | 2000年1月9日 - 3月26日  | 日曜 6:30 - 7:00             |
| 愛知県         | テレビ愛知     | テレビ東京系列 | 2000年1月12日 - 3月29日 | 水曜 1:45 - 2:15（火曜深夜） |
| 大阪府         | テレビ大阪     | テレビ東京系列 | 2000年1月12日 - 3月29日 | 水曜 2:15 - 2:45（火曜深夜） |
| 岡山県・香川県 | テレビせとうち | テレビ東京系列 |                         | 土曜 6:30 - 7:00             |
| 福岡県         | TXN九州        | テレビ東京系列 |                         | 火曜 2:05 - 2:35（月曜深夜） |
| 福島県         | テレビユー福島 | TBS系列        |                         | 火曜 0:50 - 1:20（月曜深夜） |
| 静岡県         | 静岡放送       | TBS系列        |                         | 土曜 2:05 - 2:35（金曜深夜） |

### DVD
| 巻 | 発売日        | 収録話          | 規格品番   |
| -- | ------------- | --------------- | ---------- |
| 1  | 2000年3月23日 | 第1話 - 第2話   | VPBY-11047 |
| 2  | 2000年4月21日 | 第3話 - 第4話   | VPBY-11048 |
| 3  | 2000年5月24日 | 第5話 - 第6話   | VPBY-11049 |
| 4  | 2000年6月21日 | 第7話 - 第8話   | VPBY-11050 |
| 5  | 2000年7月21日 | 第9話 - 第10話  | VPBY-11051 |
| 6  | 2000年8月23日 | 第11話 - 第12話 | VPBY-11052 |

## 2019年版
2018年3月に開催されたイベント「電撃25周年記念 ゲームの電撃 感謝祭2018 featuring 電撃文庫」にて2度目のアニメ化となる新作『ブギーポップは笑わない』のテレビアニメ化が発表され、2019年1月から3月までAT-X、TOKYO MXほかにて放送された。外伝的な前アニメ版の違いとして、代表的なエピソードを映像化する（下記の企画を参照）。制作は同じくマッドハウスが担当するが、スタッフ・キャストは総じて異なる。

### 登場人物
- ブギーポップ / 宮下藤花 - 悠木碧[12]
- 霧間凪 - 大西沙織[12]
- 末真和子 - 近藤玲奈[12]
- 竹田啓司 - 小林千晃[12]
- 新刻敬 - 下地紫野[12]
- 紙木城直子 - 諏訪彩花[12]
- 早乙女正美 - 榎木淳弥[12]
- 田中志郎 - 市川蒼[12]
- 百合原美奈子 - 竹達彩奈[12]
- エコーズ - 宮田幸季[12]
- 谷口正樹 - 八代拓[12]
- 織機綺 - 市ノ瀬加那[12]
- 飛鳥井仁 - 細谷佳正[12]
- 安能慎二郎 - 長谷川芳明[12]
- 衣川琴絵 - 阿澄佳奈[12]
- スプーキーE - 上田燿司[12]
- 水乃星透子 - 花澤香菜[12]

### スタッフ
- 原作 - 上遠野浩平[12]
- 原作イラスト - 緒方剛志[12]
- 監督 - 夏目真悟[12]
- 副監督 - 八田洋介[12]
- シリーズ構成・脚本 - 鈴木智尋[12]
- キャラクターデザイン - 澤田英彦[12]
- 総作画監督 - 筱雅律、土屋圭[12]
- 美術監督 - 池田繁美、丸山由紀子[12]
- 美術設定 - 池田繁美、大久保修一、友野加世子、乗末美穂
- 色彩設計 - 橋本賢[12]
- 3DCG監督 - 廣住茂徳[12]
- 撮影監督 - 伏原あかね[12]
- 編集 - 木村佳史子[12]
- 音響監督 - はたしょう二[12]
- 音楽 - 牛尾憲輔[12]
- 音楽制作 - KADOKAWA[12]
- 音楽プロデューサー - 若林豪
- プロデューサー - 田中翔、清瀬貴央、飯塚彩、田口亜有理、尾形光広
- アニメーションプロデューサー - 福士裕一郎
- アニメーション制作 - マッドハウス[12]
- 製作 - ブギーポップは笑わない製作委員会[12]

### 制作

#### 企画
本作のプロデューサーを務める田中翔は、高校生の時に作品に触れてから20年経つことに気づいたのが、本作を企画するきっかけになったとPASH!PLUSとのインタビューの中で述べている。上遠野は、現状22巻ある中からどのエピソードを映像化するのかと、まず田中にたずねた。その後、『笑わない』シリーズの1巻目からという話になり、最終的には代表的なエピソードを映像化するということに決まった。なおレギュラー放送とは別にスペシャル枠を設け、そちらで第10～13話（約2時間分）を放送する（放送時間については後述）。

#### スタッフィング
2018年3月24日に、緒方剛志がスタッフ一覧に「原作イラスト」として名を連ねたことを初めて知り、一度も連絡がなかったことをTwitter上で告白。KADOKAWAによる社内調査の結果、各設定はマッドハウスがKADOKAWAの正式な承認を受けて進めたものの、情報伝達のミスで緒方に対して設定素材の一部しか確認に回っていなかったことが発覚した。同年5月、KADOKAWAはアニメ公式サイト上で情報伝達にミスがあったことを謝罪し、4月中に緒方とKADOKAWAの間で著作物使用に関する確認と承認のフロー見直しが行われたこと、緒方が原作イラストレーターとしてプロジェクトに携わることを発表した。

#### 演出
アニメ化にあたり、自分の知らないところで起きるであろう、思いもよらない出来事をいかにして描くかということに重きが置かれた。
第1巻が発売されたのは1998年だが、シリーズでは当時の時代感などを元にしたエピソードがなく、古さを感じさせないことから、町並みなどが現代的にアレンジされた。当初は視聴者が物語をわかりやすくするために特定の主人公を設ける話もあったが、それはもはや『ブギーポップ』ではないという指摘が上がったため、原作通り、複数の登場人物の視点から構成するスタイルがとられた。
第1話から第3話はシリーズ第1巻『ブギーポップは笑わない』を元にしているが、第1話は間のエピソードを飛ばしていきなり終盤の展開が出てくるという構成が取られた。また、監督の夏目真悟は恐怖感を演出するために、この一連の回における会話のテンポをあえて非常にゆっくりにした。『VSイマジネーター』を元にした第4話から8話のうち、第4話から6話は登場人物や状況を描き、第7話以降からドラマとキャラクターの感情を一気に動かす手法がとられた。また、第7話で登場したライブハウスは新宿にあるライブハウス・ロフトをモデルとしている。

#### 演技・キャスティング
夏目はキャストメンバーに対し、本作のイメージは誰が犯人なのか、何が悪いのかがわからないということであると説明した。また、キャストと音響チームにしっかりと方向性を示して意図を共有してもらうために、第1話のアフレコまでに編集済みの映像が用意された。
宮下藤花 / ブギーポップ役には悠木碧が、霧間凪役には大西沙織がそれぞれオーディションで選ばれた。悠木は、ブギーポップのキャラクターをよく読み込み、オーディションの時から際立っていたことが決め手となり、満場一致でブギーポップ役に選ばれた。悠木は『キノの旅』のキノを演じたことがあり、一人称を同じくする点などからブギーポップに近いところがあると考え、オーディションではキノをもとにした演技を行ったところ、そこまで淡々としなくてよいという指示が出された。さらに「ブギーポップは無表情だけど、もっと口上みたいに、朗々と歌い上げるような感じのほうが嘘っぽくて不気味な異世界感が出ていい。でもアンニュイな印象は残してほしい」という指示が出された。悠木はその時の様子について「ただ、その指示をオーディション中に言われたときは、もはや何を言われているのかよくわからなくて超やぶれかぶれで「こんな感じだろう」と思ってやってみたんです。でも結果受かっていたので、「受かったんですか？ 本当に？」と疑いました（笑）。」とナタリーとのインタビューの中で振り返っている。アフレコの際、悠木がオーディションの時よりも抑えてブギーポップを演じたところ、歌い上げるよう指示が出された。凪役の大西によると、音響監督から出された指示は「歌い上げる感じで、精神的には男の子っぽい感じもあっていいけど、あんまりそういう感じは出さないで」というものだったという。
悠木は第1話のセリフの文章量が最も多くて苦労したとナタリーとのインタビューの中で話しており、竹田役の小林千晃のフォローに助けられたと振り返っている。のちに悠木はブギーポップの言い回しについて、「芝居がかったみたいな。ちょっと間合いが読めないというか、大衆に向けてしゃべっているかのように、個人に向けてしゃべるという特殊なことをしていて。そんなしゃべり方を想像して書いている人が世の中にいるんだと思うと、すごく面白いなと思いました。」とナタリーとのインタビューの中で振り返っている。また、悠木はアニメイトタイムズとのインタビューの中で、ブギーポップはテンプレート的な演技が通用しないキャラクターであると述べており、「伝え方が難しいんですが……色を混ぜるみたいなイメージなんです。（中略）どのくらいの濃度が良いのかな、みたいなことも考えながらお芝居をしました。」と振り返り、実態のつかみにくさがブギーポップの魅力であると話している。一方で、悠木は藤花を演じる際なるべく普通の優等生を生身の人間のように演じるよう心掛けたと述べている。悠木は宮下藤花 / ブギーポップ以外にも凪と末真（和子）のオーディションを受けており、その中で凪の演技は最後まで答えを見いだせなかったが、大西による凪の演技をみて答えが出たと複数のインタビューの中で述べている。大西は最初、凪の口調につられる形でぶっきらぼうな少年を意識した演技をしていたが、「凪はそういう言葉遣いだけどちゃんとお姉さんっぽい、女の人らしさは出したい」という指示を受けた。また、大西は一人の女子高生である凪は少し弱い面を見せるだろうと考えて演技することもあったが、もっと毅然とするようにという指示を受け、凪は自身が思い描いていたよりも芯の強い人物であることに気づかされたとナタリーとのインタビューの中で振り返っている。
竹田啓司役に起用された小林千晃は、まず高校3年生の自分を思い出しながら演技したところ子どもっぽくなりすぎてしまったため、今の自分のままで収録に臨んだと、先行上映会の中で振り返っている。
第1話～第3話に登場した百合原美奈子を演じた竹達彩奈について、悠木は狂気じみて笑う演技は見たことがなく新鮮だったと先行上映会の中で述べ、竹達本人も後日自身のTwitterを通じて「百合原さんのように、欲に忠実で感情的な人を演じるのはとても楽しかったです。」と発言した。

#### 広報
2018年8月の「電撃文庫 春の祭典2018」では、最初のプロモーションビデオが公開された。
2018年11月30日には第1話から第3話の映像をもとにした、2つめのプロモーションビデオが公開された。また、2018年12月16日に角川シネマ新宿にて先行上映会が行われた。

### 主題歌
「shadowgraph」
MYTH & ROIDによる第1話から第8話、第10話から第17話オープニングテーマ。作詞・作曲・編曲はMYTH & ROIDによる。
「Whiteout」
安月名莉子による第1話から第8話、第10話から第17話エンディングテーマ。作詞・作曲はボンジュール鈴木、編曲は鈴木Daichi秀行による。
「Sayonara」
安月名莉子よる第9話エンディングテーマ。作詞・作曲はヒゲドライバー、編曲は篠崎あやとによる。
「See You, HeartBreakers」〈ENDING BGM〉
第18話エンディングテーマ。音楽は牛尾憲輔と百石元による。

### 評価
あにぶ編集部のふきのとうは2019年版について、4つの章（「ブギーポップは笑わない」、「VSイマジネーター」、「夜明けのブギーポップ」、「オーバードライブ 歪曲王」）に分かれており、「ブギーポップは笑わない」が1番初めに放送されているが、作中時系列だと最も古いエピソードである「夜明けのブギーポップ」が放送の途中に組み込まれてるなど、シリーズ構成は凝ったものになっていると評している。

### 各話リスト
| 話数   | サブタイトル            | # | 絵コンテ          | 演出                       | 作画監督                                              |
| ------ | ----------------------- | - | ----------------- | -------------------------- | ----------------------------------------------------- |
| 第1話  | ブギーポップは笑わない  | 1 | 夏目真悟          | 夏目真悟                   | 筱雅律                                                |
| 第2話  | ブギーポップは笑わない  | 2 | 重原克也          | 重原克也                   | 土屋圭                                                |
| 第3話  | ブギーポップは笑わない  | 3 | 夏目真悟          | 八田洋介                   | 長坂慶太                                              |
| 第4話  | VSイマジネーター        | 1 | 川尻善昭          | 川野麻美                   | 金世俊                                                |
| 第5話  | VSイマジネーター        | 2 | 川尻善昭          | 又野弘道                   | 小山知洋                                              |
| 第6話  | VSイマジネーター        | 3 | 川尻善昭          | のがみかずお               | 松本純平 青野厚司 志賀道憲                            |
| 第7話  | VSイマジネーター        | 4 | 斎藤圭一郎        | 斎藤圭一郎                 | 原科大樹                                              |
| 第8話  | VSイマジネーター        | 5 | 重原克也          | 重原克也                   | 西川千尋                                              |
| 第9話  | VSイマジネーター        | 6 | 八田洋介          | 八田洋介                   | 長坂慶太 今村大樹                                     |
| 第10話 | 夜明けのブギーポップ    | 1 | 久貝典史          | 重原克也                   | 久貝典史                                              |
| 第11話 | 夜明けのブギーポップ    | 2 | 中園真登          | Park Myung Hwan            | Lee Gwan Woo Min Hyun Sook Yuu Seung Hee Lee Jung Hun |
| 第12話 | 夜明けのブギーポップ    | 3 | 川野麻美 八田洋介 | のがみかずお               | 松本純平 青野厚司 志賀道憲 橋本浩一                   |
| 第13話 | 夜明けのブギーポップ    | 4 | 斎藤圭一郎        | 斎藤圭一郎                 | 原科大樹                                              |
| 第14話 | オーバードライブ 歪曲王 | 1 | 川尻善昭          | 川野麻美                   | 金世俊                                                |
| 第15話 | オーバードライブ 歪曲王 | 2 | 川尻善昭          | Park Myung Hwan 石郷岡範和 | Yuu Seung Hee Lee Kawan Woo Min Hyeon Sook            |
| 第16話 | オーバードライブ 歪曲王 | 3 | 中園真登          | 中園真登                   | 半田修平                                              |
| 第17話 | オーバードライブ 歪曲王 | 4 | 重原克也          | 重原克也                   | 原科大樹                                              |
| 第18話 | オーバードライブ 歪曲王 | 5 | 八田洋介          | 八田洋介                   | 長坂慶太                                              |

### 放送局
| 放送期間 | 放送時間                     | 放送局     | 対象地域 | 備考                      |
| --- | ---------------------------- | ---------- | -------- | ------------------------- |
| 2019年1月4日 - 3月29日 | 金曜 21:00 - 21:30           | AT-X       | 日本全域 | CS放送 / リピート放送あり |
| | 金曜 22:30 - 23:00           | TOKYO MX   | 東京都   |                           |
| | 金曜 23:00 - 23:30           | BS11       | 日本全域 | BS放送 / 『ANIME+』枠     |
| 2019年1月5日 - 3月30日 | 土曜 0:30 - 1:00（金曜深夜） | KBS京都    | 京都府   |                           |
| |                              | サンテレビ | 兵庫県   |                           |
| 2019年1月12日 - 4月6日 | 土曜 3:05 - 3:35（金曜深夜） | テレビ愛知 | 愛知県   | [ 注 2 ]                  |
| 初回はテレビ愛知を除き第1話・第2話を連続1時間スペシャルとして、テレビ愛知のみ第1話 - 第3話を連続90分スペシャルとして放送。 |                              |            |          |                           |

| 配信開始日                                                     | 配信時間           | 配信サイト | 備考 |
| -------------------------------------------------------------- | ------------------ | --- | ---- |
| 2019年1月4日                                                   | 金曜 22:00 - 22:30 | AbemaTV |      |
| 2019年1月9日                                                   | 水曜 12:00 -       | dアニメストア |      |
| 2019年1月11日                                                  | -                  | Amazon DMM.com GYAO! HAPPY!動画 J:COMオンデマンド NETFLIX niconico（ニコニコ生放送 / ニコニコチャンネル） Rakuten TV U-NEXT あにてれ アニメ放題 バンダイチャンネル ひかりTV ビデオパス ビデオマーケット hulu FOD ムービーフルPlus |      |
| 2019年1月16日                                                  | PlayStation™Video  | |      |
| AbemaTVのみ初回は第1話・第2話を連続1時間スペシャルとして配信。 |                    | |      |

| 放送期間                                         | 放送時間           | 放送局     | 対象地域 | 備考                      |
| ------------------------------------------------ | ------------------ | ---------- | -------- | ------------------------- |
| 2019年2月23日                                    | 土曜 18:00 - 20:00 | AT-X       | 日本全域 | CS放送 / リピート放送あり |
| 2019年2月24日                                    | 日曜 19:00 - 21:00 | TOKYO MX   | 東京都   |                           |
|                                                  |                    | BS11       | 日本全域 | BS放送                    |
|                                                  |                    | サンテレビ | 兵庫県   |                           |
| 2019年2月25日                                    | 月曜 22:00 - 0:00  | KBS京都    | 京都府   |                           |
| 第10話 - 第13話を連続2時間スペシャルとして放送。 |                    |            |          |                           |

### 関連商品

#### BD / DVD
| 巻 | 発売日        | 収録話          | 規格品番   | 規格品番   |
| 巻 | 発売日        | 収録話          | BD         | DVD        |
| -- | ------------- | --------------- | ---------- | ---------- |
| 1  | 2019年3月27日 | 第1話 - 第3話   | ZMXZ-12971 | ZMBZ-12981 |
| 2  | 2019年4月24日 | 第4話 - 第6話   | ZMXZ-12972 | ZMBZ-12982 |
| 3  | 2019年5月24日 | 第7話 - 第9話   | ZMXZ-12973 | ZMBZ-12983 |
| 4  | 2019年6月26日 | 第10話 - 第13話 | ZMXZ-12974 | ZMBZ-12984 |
| 5  | 2019年7月24日 | 第14話 - 第18話 | ZMXZ-12975 | ZMBZ-12985 |

#### 書籍
- 『TVシリーズシナリオ集 ブギーポップは笑わない Boogiepop Phantom I』2000年4月25日初版発行（4月10日発売[29]）、ISBN 4-8402-1491-3
- 『TVシリーズシナリオ集 ブギーポップは笑わない Boogiepop Phantom II』2000年6月25日初版発行（6月10日発売[30]）、ISBN 4-8402-1536-7